# Gaucha curupi
Espèce
Gaucha curupi est une espèce de solifuges de la famille des Mummuciidae.

## Distribution
Cette espèce est endémique du Rio Grande do Sul au Brésil. Elle se rencontre vers São Francisco de Assis.

## Description
Le mâle holotype mesure 10,64 mm et la femelle paratype 12,24 mm.

## Publication originale
- Botero-Trujillo, Ott & Carvalho, 2017 : Systematic revision and phylogeny of the South American sun-spider genus Gaucha Mello-Leitão (Solifugae: Mummuciidae), with description of four new species and two new generic synonymies. Arthropod Systematics & Phylogeny, vol. 75, no 1, p. 3–44 (texte intégral).